# Lac Evans
Lac Evans är en sjö i Kanada.   Den ligger i regionen Nord-du-Québec och provinsen Québec, i den östra delen av landet, 600 km norr om huvudstaden Ottawa. Lac Evans ligger 239 meter över havet. Arean är 479 kvadratkilometer. Den sträcker sig 34,1 kilometer i nord-sydlig riktning, och 40,6 kilometer i öst-västlig riktning.
Trakten runt Lac Evans är nära nog obefolkad, med mindre än två invånare per kvadratkilometer.